# Arilena Ara

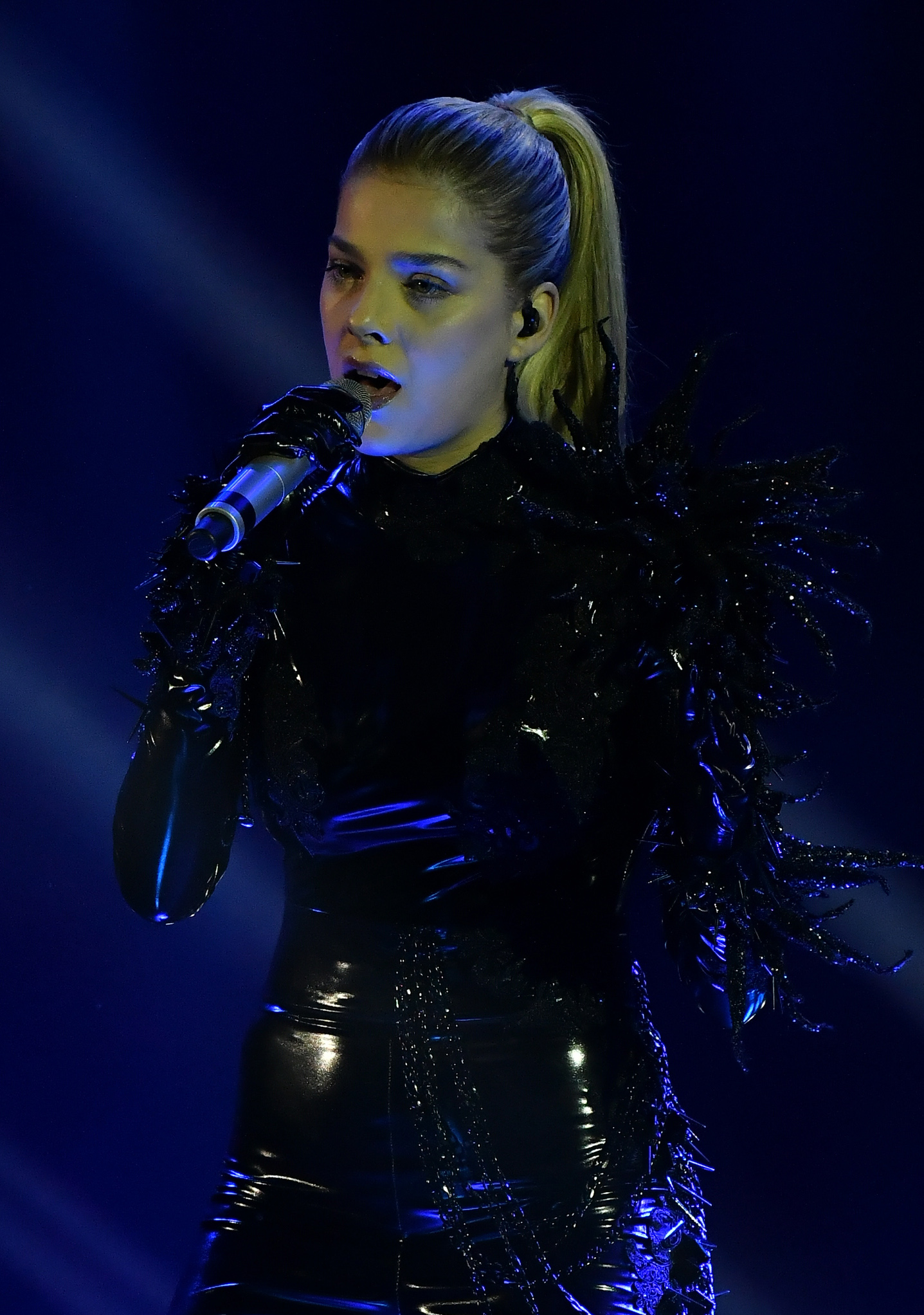
Auftritt im Finale des Festivali i Këngës 2019

Arilena Ara (auch nur unter ihrem Vornamen Arilena bekannt; * 17. Juli 1998 in Shkodra) ist eine albanische Sängerin, die ihr Land mit dem Lied Shaj (deutsch Beleidigung) beim Eurovision Song Contest 2020 in Rotterdam vertreten sollte. Der Wettbewerb musste aber am 18. März 2020 aufgrund der COVID-19-Pandemie abgesagt werden.

## Leben und Karriere
Noch als Kind nahm Arilena Ara im Jahr 2010 an Gjeniu i Vogël („Kleines Genie“) – einem Gesangswettbewerb für Kinder – teil, bei dem sie den dritten Platz erreichen konnte.
Als 14-Jährige gewann sie die zweite Staffel der albanischen Version von X-Faktor 2012 und errang damit einen großen Bekanntheitsgrad in ihrem Land. Sie widmete den Sieg ihren Vater, der wenige Monate zuvor gestorben war.
Ein Jahr später präsentierte sie dem Publikum ihre erste Single Aeroplan bei der folgenden Staffel von X-Faktor auf TV Klan.
Im Jahr 2016 nahm Arilena beim Gesangswettbewerb Kënga Magjike teil; ihr Lied Nëntori (November) wurde als beste Ballade ausgezeichnet.
Von Januar bis April 2019 war sie – unter anderem zusammen mit Miriam Cani – Jurorin respektive Coach bei The Voice Kids Albania 3. Im Dezember des gleichen Jahres siegte sie beim Festivali i Këngës, womit sie sich für den Eurovision Song Contest qualifizierte.

## Diskografie

### Singles
- 2014: Aeroplan
- 2014: Business Class
- 2015: Vegim
- 2016: Toke Rroke
- 2016: Nëntori
- 2017: I’m Sorry
- 2017: Snow in December
- 2017: Silver and Gold
- 2017: Zemër
- 2018: I’ll Give You My Heart
- 2019: Doja (feat. Flori Mumajesi)
- 2019: Shaj
- 2020: Fall from the Sky
- 2021: Murderer (feat. Noizy)